# 企画ナイト (お笑いイベント)
企画ナイト（きかくナイト）は、日本のお笑いイベントである。

## 概要
せきしろ、上田誠が各自企画を考えて発表を行うイベント。企画は大喜利からゲーム、研究結果の発表などがある。

## 出演者

### 主な出演者
- せきしろ
- 上田誠（ヨーロッパ企画）

### 出演した事がある人物
- バッファロー吾郎A（バッファロー吾郎）
- 酒井善史（ヨーロッパ企画）
- 山里亮太（南海キャンディーズ）
- 又吉直樹（ピース）
- R藤本
- 児玉智洋（サルゴリラ）
- 高佐一慈（ザ・ギース）

## 開催履歴
| 日付           | 会場                               | イベント名                                    | 主な内容 |
| -------------- | ---------------------------------- | --------------------------------------------- | --- |
| 2009年11月28日 | イベントルーム「カフェ・ド・念力」 | 会議ナイト                                    | |
| 2010年5月7日   | 下北沢駅前劇場                     | 企画ナイト2                                   | コルクボードの魔法ナイト |
| 2010年8月10日  | 阿佐ヶ谷ロフト                     | 企画ナイト3                                   | ボッシュートされたひとし君のその後ナイト カッチャンの死亡フラグナイト この週のテレフォンショッキングおもしろくなさそうナイト ケミストリーM-1決勝ナイト 仮装大賞あげまくりナイト |
| 2010年12月2日  | 阿佐ヶ谷ロフト                     | 企画ナイト4                                   | スピッツを布袋がカバーするナイト 渡嘉敷くんだけ違う答えナイト ドリフターズにベギラマを唱えるナイト 絶対に押すなよナイト 幼少期のウォーズマンをいじめられなくするナイト タッチのかるたナイト 夢のお笑い対決観戦ナイト 仙道を全国で見たかったナイト 今さっきストリートファイトしてきたナイト 雪舟ナイト 横山弁護士海外進出ナイト A.I.方ナイト チャゲ＆飛鳥の間で交わされた契約書ナイト 世にも奇妙な物語ナイト2 ボッシュートの歌詞ナイト ビックリマンシールの2匹目のどじょうナイト ダンディ坂野失い続けたナイト 何を作っているんでしょうか？ナイト 第二のカールスモーキー石井ナイト |
| 2011年6月5日   | 北沢タウンホール                   | 企画ナイト5                                   | お前とおったら具体的にどうおもろいのかナイト ナンチャンを真剣に探すナイト 虫ナイト Yahoo!知恵袋ダウトナイト アルフィー、誰が押したかわからないアンケートをやるナイト ベストイレブンナイト バンドメンバー紹介ナイト 接待大喜利ナイト ハイジがおじいさんを見限った時を判断ナイト ムックのボツネーミングナイト ウッチャンをチェンって呼ぶナイト |
| 2012年1月27日  | 下北沢駅前劇場                     | 企画ナイト6                                   | 普通のことをアメリカンジョークっぽく言うナイト ドラえもん誕生ナイト 猿の惑星のラストが日本だったらナイト 『じゃらほい』で社会にメスを入れるナイト 歌舞伎ユーモア掛け声ナイト 競技性を持たせるナイト 大好きチョイスナイト |
| 2012年2月9日   | 阿佐ヶ谷ロフトA                    | 限界ナイト（企画ナイトスピンオフ）            | 吉村作治成人式ゲーム RIKACO憧れゲーム 先輩・後輩ゲーム 5文字リレー小説ナイト 松浪の水のかけ方のバリエーション ラブスタディゲーム |
| 2012年3月5日   | 阿佐ヶ谷ロフトA                    | 発表ナイト（企画ナイトスピンオフ）            | ど根性大根かどうかを見極める 中国版ドラゴンボール 芸能人コネクトゲーム 僕が人を殴っても良い理由 おすすめのアイス(ビスコッティ) 加藤鷹憧れゲーム 3年B組 金八先生ゲーム 地デジ対応テレビの上に将棋の駒を置くための発明 志村けんのぷよぷよ |
| 2012年4月14日  | 阿佐ヶ谷ロフトA                    | 本当の理由ナイト（企画ナイトスピンオフ）      | 世間に隠している本当の理由を見つけたという一夜のため企画内容は口外厳禁 |
| 2012年4月29日  | 元・立誠小学校                     | 企画ナイト7～京都旅情編～                     | どうぶつ大喜利 |
| 2013年7月27日  | 新宿ロフトプラスワン(夜の部）      | 企画ナイト8                                   | 猿蟹合戦総選挙 渡嘉敷くんだけが正解かもしれないナイト カードパック開封ナイト 最後のとどめはナイト 人生ハイ&ローナイト ギターの可能性を探りつづける長渕剛ナイト ラーメンズ呼び込みナイト ヒーロー戦隊招集ナイト 少年時代のつづきナイト 電流イライラ棒コースナイト 井脇ノブ子のループタイナイト |
| 2014年5月5日   | 元・立誠小学校(京都）              | 企画ナイト9〜京都旅情編ふたたび〜             | 意外な所から変なおじさんナイト おしゃまさんナイト 土下座強制機の改良案ナイト 美味しんぼの死亡フラグナイト ザ・サンドウィッチナイト スプーン占いナイト Google画像検索ナイト 蜷川幸雄の灰皿ナイト 大きなカブナイト どんだけ発電ナイト |
| 2015年11月2日  | 新宿ロフトプラスワン               | 企画ナイト10                                  | 松浪ご当地ストラップナイト 続いているニュースナイト 安全なほうを渡すナイト ちっとも旅に出ない小沢健二ナイト 年齢差のある人と話す時の話題ナイト ザ・醤油ナイト 公開処刑ナイト マイウェイナイト ごみくずナイト スネ夫の人数いじわるナイト |
| 2016年5月6日   | 元・立誠小学校（京都）             | 企画ナイト11                                  | 勉三さん勉強ナイト ザ・拍手ナイト 世にも奇妙な物語になってしまうナイト いいとも最終回の謎ナイト もったいないおばけ関係ないやつも出て来てるナイト 臨機応変な長渕剛ナイト 酒井スタディゲームナイト 山城新伍ルフナイト DA PUMP速報ナイト ザ・スプーン占いナイト イントロクイズピアノバージョンナイト |
| 2016年12月9日  | ロフトプラスワンWEST（大阪）       | 「たとえる技術」刊行記念～ 企画ナイト12大阪編 | |
| 2017年6月18日  | 座・高円寺2                        | 芸術でも猥褻でもない一日 ２ 企画ナイト13      | 笑ってるナイト 実写版映画エンドロールナイト ザ・高音 リチャード・ギア『HACHI』ナイト ザ・調味料 作家がいるナイト ルール不明ナイト |